# توفوآ
توفوآ (به لاتین: Tofua) یک کوه و جزیره در تونگا است که در TO واقع شده‌است.

## خصوصیات
توفوآ ۵۱۵ متر بالاتر از سطح دریا واقع شده‌است.